# Nemesvid
Nemesvid é um município da Hungria, situado no condado de Somogy. Tem 18,38 km² de área e sua população em 2019 foi estimada em 732 habitantes.